# Fujianvenator
Fujianvenator („lovec z provincie Fu-ťien“) byl rod malého opeřeného teropodního dinosaura z čeledi Anchiornithidae (klad Maniraptora, Paraves). Tento drobný, ptákům již značně podobný teropodní dinosaurus žil v období pozdní jury (asi před 150,2 až 149,9 milionu let) na území dnešní jihovýchodní Číny.

## Historie
Typový exemplář IVPP V31985 byl objeven v průběhu paleontologické expedice v říjnu a listopadu roku 2022 do oblasti v okolí vesnice Jang-jüan v okrese Čeng-che (provincie Fu-ťien). Objevena byla větší část kostry s výjimkou lebky, krční páteře a části kostry ocasu. V roce 2023 byl na základě těchto fosilií formálně popsán druh Fujianvenator prodigiosus jakožto nový zástupce čeledi Anchiornithidae. Rodové jméno odkazuje k oblasti objevu, druhové lze z latinského jazyka přeložit jako „bizarní“. Na poměry své čeledi totiž Fujianvenator vykazoval anatomické odchylnosti.

## Popis

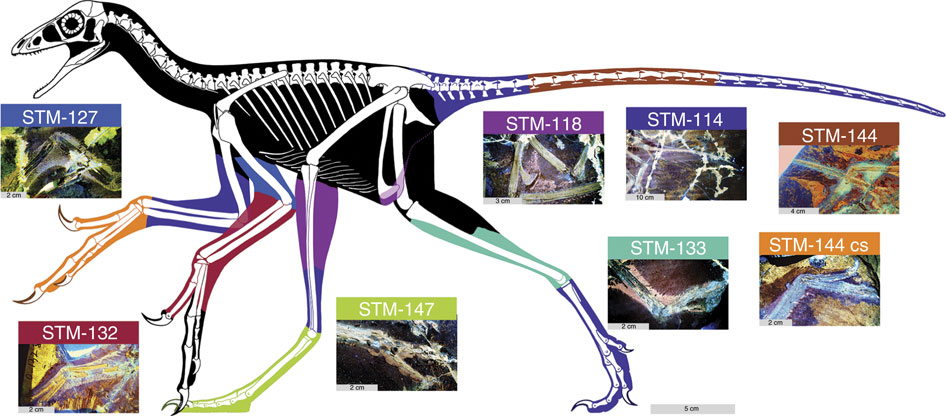
Anchiornis huxleyi, blízce příbuzný druh.

Na základě plně nesrostlých částí kostry dolní i horní končetiny (tibiotarzus a záprstní kůstky) lze konstatovat, že typový exemplář byl ještě plně nedorostlým jedincem. Jiné, již srostlé části kostry ukazují, že se nejspíš jednalo o subadultního (téměř plně dorostlého a pohlavně dospělého) jedince. Jeho hmotnost odhadli autoři popisné studie na 641 gramů, což odpovídá například některým druhům bažantů. Fujianvenator vykazuje na kostře známky menší adaptace k pasivnímu letu a životu na větvích stromů, jednalo se tedy nejspíš o více na zemi žijící druh anchiornitidního teropoda. Proporce a délka kostí nohou ukazují, že se možná jednalo o velmi kurzoriální zvíře, schopné rychle a vytrvale běhat.
Stejně jako všichni jeho vývojoví příbuzní i Fujianvenator byl nepochybně na většině povrchu svého těla opeřený. Peří tohoto malého teropoda mohlo podobně jako u blízce příbuzného rodu Caihong nést pestré spektrum barev a podobat se peří dnešního pralesního ptáka druhu trubač agami.

## Taxonomie
Kladistická analýza ukázala, že Fujianvenator byl zástupcem kladů Pennaraptora, Paraves, Avialae a čeledi Anchiornithidae. Mezi jeho nejbližší vývojové příbuzné patřily rody Anchiornis, Xiaotingia, Eosinopteryx a Aurornis.

## Paleoekologie
Fosilie tohoto teropoda byly objeveny v sedimentech geologického souvrství Nan-jüan (angl. Nanyuan). Tato geologická formace je známá zejména objevy vodních a obojživelných obratlovců, jako jsou kostnaté ryby, různé druhy želv a choristodeři (krokodýlům podobní plazi). Je tedy možné, že i Fujianvenator patřil ke zdejší semiakvatické fauně (tzv. fauna Čeng-che) a mohl se svojí ekologií podobat například dnešním brodivým ptákům. Nelze to však říci s jistotou, protože se u něho nedochovaly prsty na nohou, které by takovou hypotézu případně potvrdily.